# Шубін

«Шубін» — барельєф із кам'яної солі. Соляні шахти Соледару. Донбас.

Шубін — дух шахт у віруваннях гірників Донбасу. Зазвичай в оповідках добрий, але може бути й лихим.

## Ім'я «Шубін» та походження оповідей
Немає єдиної точки зору щодо етимології цього слова. Його ім'я виводять: 
1. від прізвиська шахтаря, душа якого, за легендою, ходить у навиворіт одягненому кожусі (шубі) забоями із смолоскипом у руці і спалює газ (див. Покутник);
2. від звуку метану (шу-шу), який часто накопичується у шахтах.
3. від прізвища Шубіна — першого власника шахт у Кадіївці (колишній Шубінці), який, за спогадами сучасників, був дуже жорстокою людиною.[2]

Легенда про Шубіна поширена переважно у шахтарських селищах Донбасу. На Луганщині можна почути кілька варіантів легенди про дух копалень.
Походження фольклорних оповідей про Шубіна також пов'язують з Грушевським рудником (зараз м. Шахти Ростовської області), оскільки в найдавніших записах про Шубіна фігурують саме грушевські вугільні шахти. Легенди про Шубіна були широко відомі на шахтах Кадіївки, Горлівки, Макіївки.

## Легенди про доброго Шубіна
За однією версією, Шубін — загиблий шахтар. За іншою — покутник (газопал), який працював наприкінці XIX ст. на одній із шахт на Донбасі. Він мав дар передбачувати обвали і викиди метану. Тому перед кожною зміною він спускався в шахту і випалював газ. Відтак цим ім'ям шахтарі назвали шахтний дух, який приходить до них на допомогу у небезпечну годину.
У шахтарських селищах ходить багато розповідей, про людей, які на власні очі бачили цей дух. Якось у одного чоловіка у шахті вийшов з ладу ліхтар. Опинившись у цілковитій темряві, він повністю утратив орієнтацію. Кількагодинні мандри виробками не привели його до виходу. Шахтар упав у відчай, як раптом удалині побачив вогник. Наблизившись, він розгледів фігуру, що тримала проблисковий маячок. Чоловік не злякався, а слухняно пішов за нею аж поки вона не вивела його з лабіринту темряви. Деякі шахтарі стверджують, що Шубін буває добрим або злим залежно від того, з якою людиною він зустрічається.

## Легенди про лихого Шубіна
Не в усіх легендах Шубін виступає як втілення добрих сил. Шахтарі з Антрацитівського району стверджують, що цей привид мстивий і часто лютує, від чого у шахтах трапляються аварії.

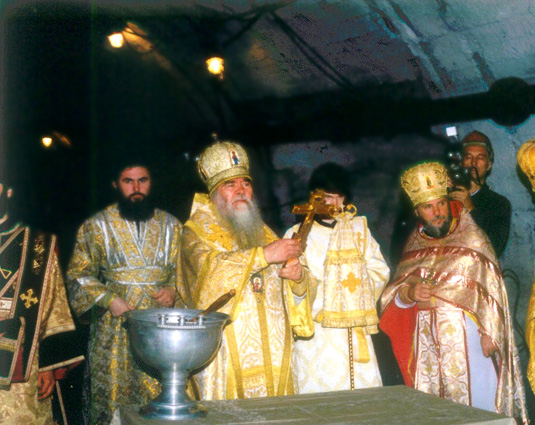
«Антишубін». Митрополит Луганський Іоанникій (УПЦ) у шахті

Існує легенда про те, як колись давно в одне донбаське селище у пошуках кращої долі забрів один заробітчанин. Він завітав до корчми, де звернувся до відвідувачів із проханням допомогти влаштуватися на роботу. П'яні шахтарі відповіли, що спершу вони перевірять його на ділі. Для цього новачку слід було спуститися у шахту, запалити смолоскип і пройти кілька метрів штреком. Якщо не злякається, значить зможе стати шахтарем. Прибулець навіть не здогадувався про справжню мету цього випробування. У дійсності шахтарі хотіли з'ясувати, чи є у копальні метан, який постійно чинив чимало лиха на цій шахті. Якщо газ є, то вибухне, і таким чином це врятує життя тим шахтарям, які працюватимуть наступного дня. Якщо нема, то тим краще для новака. А буває, що при певній концентрації газ не вибухає, а випалюється. Ось для такого випадку чоловіка одягли у шубу, щоби захистити від опіків. Заробітчанин зробив усе, що йому звеліли. Але, на нещастя, стався вибух.
З того часу його дух тиняється підземними ходами і мститься шахтарям за скоєну кривду. Іноді він стає просто-таки ненажерливим і тоді на шахтах відбуваються жахливі аварії, які забирають життя не в одного десятка шахтарів. По загиблому ніхто і ніколи не відправляв панахиди, щоби назавжди упокоїти його душу. Та й ім'я його нікому невідоме. Називають лише шубиним (пишеться з маленької літери), оскільки, як розповідають, він ходить у шубі, яку дали йому колись шахтарі.
Щоб прогнати з луганських копалень лихий дух, митрополит Іоанникій спеціально спускався в одну із шахт Свердловського району і служив там молебень.
Знають про Шубіна й у Росії. Там у деяких регіонах можна навіть почути фразу «ему пришёл шубин». Це означає, що людина потрапила у дуже небезпечну або безвихідну ситуацію. Розповідають, що на Уралі у XIX ст. жив жорстокий гірничий майстер Шубін, який забивав на смерть робочих під землею. За це його й убили. З того часу він тиняється підземними ходами і зазвичай показується людям в образі згорбленого старця у дірявій шубі і валянках. Розповідають, що той, хто побачить шубина, навряд залишиться у живих.

## Популярність Шубіна на Донбасі
Популярність легенди про шубина призвела до того, що його ім'ям на Донбасі названі розважальні заклади, бари, а також популярна марка пива «Добрий Шубін» донецького пивоварного заводу «Сармат».

## Побратими Шубіна
- Українська Біла королева. За розповідями деяких шахтарів Довжанська, окрім Шубіна у шахтах з'являється також дух жіночої статі. Одного разу у шахті зник гірняк. Після тривалих пошуків його нарешті знайшли у шахті голого. Він з'їхав з глузду і тому його забрали до «дурки». А згодом збожеволіло ще кілька шахтарів. Усі вони розповідали про якусь «білу королеву», дуже красиву жінку, яка намагалася звабити їх. Але шахтарі не витримували її шаленої краси і повністю втрачали розум. Люди довго ще глузували з цих бідолах і, проходячи повз психлікарні, де лікувалися шахтарі, казали, що тут поселилися білі королі. Щодо білої королеви, то вона, за розповідями, зникла з тієї шахти. Щоправда ніхто не може сказати, чи надовго.
- Польський Скарбник, який вештається соляними шахтами Велички.
- Германський Кобольд — дух-охоронець підземних копалень та коштовностей.